# Bruine wolaap
De bruine wolaap of zilvergrijze wolaap (Lagothrix lagotricha poeppigii) is een zoogdier uit de familie van de grijpstaartapen (Atelidae). De wetenschappelijke naam van de ondersoort werd voor het eerst geldig gepubliceerd door Heinrich Rudolf Schinz in 1844.

## Voorkomen
De ondersoort komt voor in het oosten van Ecuador en het noorden van Peru, ook wordt hij gevonden in het westen van Brazilië.